# Külpstraße 5 (Stralsund)

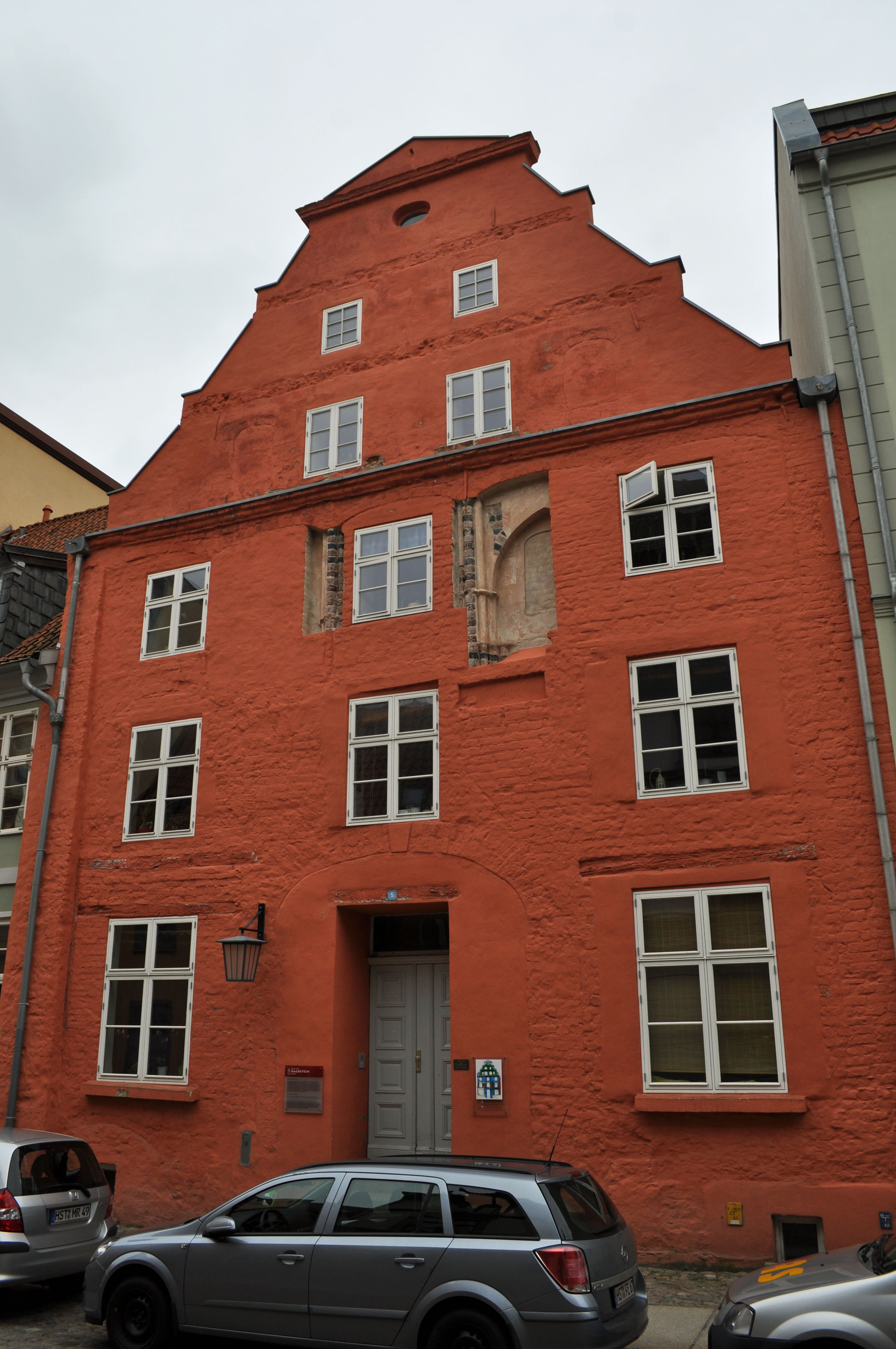
Das Haus Külpstraße 5 in Stralsund (2012)

Das Gebäude mit der postalischen Adresse Külpstraße 5 ist ein denkmalgeschütztes Bauwerk in der Külpstraße in Stralsund.
Das dreigeschossige und dreiachsige Gebäude, das im Kern mittelalterlich ist, wurde in der Mitte des 18. Jahrhunderts errichtet. Ein Dreiecksgiebel krönt das Gebäude.
Die schlichte Fassade wurde im 19. Jahrhundert vereinfacht. Im Jahr 1966 und nochmals in den Jahren 2002 und 2003 wurde das Gebäude saniert.
Das Haus liegt im Kerngebiet des von der UNESCO als Weltkulturerbe anerkannten Stadtgebietes des Kulturgutes „Historische Altstädte Stralsund und Wismar“. In die Liste der Baudenkmale in Stralsund ist es mit der Nummer 445 eingetragen.